# چیس کراسینگ (ویرجینیا)

موقعیت نقشه شهرستان اکوماک در ایالت ویرجینیا

چیس کراسینگ، ویرجینیا (انگلیسی: Chase Crossing, Virginia) یک حوزه سرشماری در شهرستان اکوماک، ویرجینیا در ایالات متحده آمریکا است که به موجب سرشماری سال ۲۰۱۰ آمار جمعیت آن ۳۷۷ نفر بود